# Rautiania
Rautiania – rodzaj wymarłego gada z grupy Avicephala.
Żył w okresie późnego permu na terenach obecnej Rosji.

## Gatunki
- Rautiania alexandri (Bulanov & Sennikov, 2006)
- Rautiania minichi (Bulanov & Sennikov, 2006)